# José Guimarães
José Guimarães (São Paulo, 4 de junho de 1948 — São Paulo, 3 de outubro de 1968) foi um estudante brasileiro, integrante do Colégio Marina Cintra, morto com um tiro na cabeça no dia 3 de outubro 1968, aos 20 anos, durante o episódio conhecido como Batalha da Maria Antonia, confronto ocorrido durante a ditadura militar brasileira, instaurada em 1 de abril de 1964 e que durou até 15 de março de 1985 

## Biografia
Filho de Alberto Carlos Barreto Guimarães e Magdalena Topolovisk, José Guimarães nasceu em São Paulo, capital, no dia 4 de junho 1948. Estudante secundarista do Colégio Marina Cintra, José Guimarães uniu-se aos estudantes da USP no episódio que mais tarde ficou conhecido como Batalha da Maria Antonia. Na ocasião estudantes da Universidade Presbiteriana Mackenzie (pró-ditadura), e estudantes da  da Faculdade de Filosofia, Ciências e Letras da Universidade de São Paulo (de esquerda) confrontaram-se na Rua Maria Antônia, no bairro de Vila Buarque, na capital paulista, local em que na época ficavam as duas instituições. Agentes de segurança agiram na briga, que terminou às 22h30, 12 horas após o início, com cerca de quatro pessoas baleadas, dois estudantes da USP gravemente feridos com queimaduras de terceiro grau, muitos feridos, e um morto, José Guimarães. Atingido às 14h30 com um tiro na cabeça, chegou a ser socorrido e levado de ambulância ao Hospital das Clínicas, mas não resistiu e morreu no caminho. A família de Guimarães teve dificuldades para ter acesso ao corpo, que apenas foi liberado pelo IML após autorização do Departamento de Ordem Política e Social (DOPS). O corpo do estudante foi velado na casa em que morava. Militares interditaram o local, permitindo apenas a entrada de pessoas identificadas. O corpo de José Guimarães foi enterrado no Cemitério do Araçá, no bairro do Morumbi (SP), sob escolta de órgãos da repressão.
A revista Veja publicou uma matéria intitulada “Destruição e Morte – por quê?”, em 9 de outubro de 1968, onde consta descrição detalhada do conflito: "[...] paus e pedras, bombas Molotov, rojões, vidros cheios de ácido sulfúrico que ao estourar queimavam a pele e a carne, tiros de revólver e muitos palavrões voaram durante quatro horas pelos poucos metros que separam as calçadas da Universidade Mackenzie e da Faculdade de Filosofia, Ciências e Letras da Universidade de São Paulo. Exatamente às 10 e meia da manhã do dia 2, quarta-feira, começou a briga entre as duas escolas. Porque alguns alunos do Mackenzie atiraram ovos em estudantes que cobravam pedágio na Rua Maria Antônia a fim de recolher dinheiro para o Congresso da UNE e outros movimentos antigovernistas da ação estudantil, a rua em que vivem as duas escolas rapidamente se esvaziou. Formaram-se grupos dos dois lados, dentro do Mackenzie, onde estudam alguns membros do Comando de Caça aos Comunistas (CCC), Frente Anticomunista (FAC) e Movimento Anticomunista (MAC); dentro da Faculdade de Filosofia da USP, onde fica a sede da União Estadual dos Estudantes. As duas frentes agrediram-se entre discursos inflamados e pausas esparsas. Ao meio-dia a intensidade da batalha aumentou, porque chegaram os alunos dos cursos da tarde. O Mackenzie mantinha uma vantagem tática - os seus prédios ficam em terreno mais elevado e são cercados por um muro alto. A Faculdade da USP está junto à calçada, com sua entrada principal ladeada por colunas de estilo grego e duas portas laterais."
O laudo de exame de corpo de delito confirma a morte causada por disparo de arma de fogo à cabeça. Embora seja dada a versão de que o estudante tenha sido alvo de uma bala perdida durante o conflito entre as universidades, documentos encontrados no arquivo do DOPS mencionam o nome de José Guimarães em uma lista de organizadores da esquerda, ao lado de Carlos Marighella, Edson Luiz, João Roberto, Chael, Padre Henrique (Antônio Henrique), Bernardino Saraiva, Carlos Roberto Zanirato, Carlos Schirmer, José de Souza, João Lucas Alves, Manuel Alves de Oliveira, Pedro Inácio de Araújo, Hamilton Cunha, Severino Melo, Severino Viana Colon, Reinaldo Pimenta, Fernando Ruivo (Fernando Borges de Paula Ferreira), Virgílio Gomes, Mário Alves e José Araújo Nóbrega, todos assassinados por órgãos clandestinos como o DOI-CODI e a OBAN.
Na peça inicial do processo nº327/96 dirigida à CEMDP (assinada pelos advogados Ricardo Antônio Dias Batista, Leon Deniz Bueno da Cruz e Luciene Barbosa Carrijo), estudantes que testemunharam o evento atribuíram o assassinato de José Guimarães a Osni Ricardo, membro do Comando de Caça aos Comunistas (CCC) e do Departamento Estadual de Ordem Política e Social (DEOPS).
A acusação é defendida pelo Grupo Tortura Nunca Mais. Foram reconhecidos também policiais que teriam instigado a briga no local, como Raul Nogueira de Lima, Raul Careca, e Otávio Gonçalves Moreira Junior, o Otavinho do Doi-Codi. Raul ainda afirmou, em entrevista para o livro "Autópsia do Medo", de Percival de Souza, que foi um dos fundadores do Comando de Caça aos Comunistas e conta detalhes do episódio. Segundo ele: "[...] o início dos conflitos na Maria Antônia foram marcados pelo fato de o pessoal da Filosofia bloquear a rua para cobrar pedágio. Um estudante de Direito do Mackenzie, Ricardo Osni Silva Pinto, foi reclamar. Um rapaz, estudante de Química, havia sido agredido e o diretor do curso, professor Odilon, ficou revoltado. Reuniu uma turma e foi para cima do pedágio. Aí, um grupo da Filosofia foi para dentro do Mackenzie. O pessoal da Química reagiu. O estudante Bóris Casoy fez um manifesto de convocação dos mackenzistas. De cinco em cinco minutos, o Bóris convocava. Os mackenzistas foram para lá e começaram a preparar sua defesa. Os coquetéis molotov (gasolina dentro de garrafas, com mecha acesa) foram confeccionados pelo pessoal da Química. E mais gás em tubos de ensaio, com bombas de artifício, provocando vômitos em quem aspirasse. Percebemos que havia gente armada na caixa d’água do prédio da Filosofia. Preparamos estilingues gigantes com câmaras de ar de pneus, para arremessar a distância os molotov e gás."
Contudo, o autor do disparo nunca foi confirmado oficialmente e o caso permanece um mistério. A tropa de choque ocupava, no dia 3 de outubro, os prédios das duas faculdades rivais.
Após o acontecido, José Dirceu, então presidente da UEE-SP, que estava no comando das ações da Filosofia, comentou: "Não é mais possível mantermos militarmente a Faculdade. Um colega nosso foi morto. Vamos às ruas denunciar o massacre. A polícia e o exército do [governador Abreu] Sodré que fiquem defendendo a fina flor dos fascistas."
Esta declaração torna oficial a participação de José Guimarães no conflito.
Em meio a protestos que seguiam-se à morte do estudante, a família de José Guimarães teve dificuldades para ter acesso ao corpo, havendo a necessidade de liberação do processo por parte do DOPS. O velório aconteceu na casa da família e a rua foi interditada pelo Exército, só permitindo a entrada de pessoas identificadas. O enterro, no Cemitério da Lapa, em São Paulo, teve também escolta.
Houve dois requerimentos acusando a violência policial como causa da morte de José Guimarães, apresentados à CEMDP. O segundo deles, que tinha como relator João Batista Fagundes, foi deferido por unanimidade, em 7 de outubro de 2004.

## Conclusão da Comissão Nacional da Verdade
Após a realização das investigações, foi concluído que José Guimarães morreu em decorrência da brutal ação realizada por agentes do Estado brasileiro. Ademais, se acrescenta que sofreu diversas e repetidas violações de direitos humanos promovidas pela ditadura civil militar, implantada no país a partir de abril de 1964.
Além disso, a Comissão Nacional da Verdade recomenda que continue as investigações sobre as circunstâncias do caso. Inclusive, para a completa identificação dos agentes e órgãos envolvidos.